# Oratorio dell'Assunta (Napoli)
L'oratorio dell'Assunta (o anche cappellone dell'Assunta o cappella degli Artisti) è uno dei cinque oratori facente parte del vasto complesso dei Girolamini di Napoli, nel cuore del centro storico.
La sala costituisce il luogo dove erano solito riunirsi gli artisti, intesi coloro che esercitavano lavori manuali, e i mercanti, che in principio costituivano una congregazione differente, riunendosi nell'oratorio dei Mercanti dello stesso convento, ma che successivamente si fusero in un'unica congregazione, detta proprio dell'Assunta. Quest'oratorio è raggiungibile da una porta lungo la navata destra della chiesa che conduce all'esterno di palazzo Seripando, su via Duomo.
La struttura, nel suo insieme, annuncia la ricchezza decorativa della vicina chiesa basilicale, attraverso una pregevole decorazione tardo-cinquecentesca e settecentesca.
Sull'altare, un'Assunta della fine del cinquecento attribuita dal Galante a Fabrizio Santafede. Gli affreschi del XVIII secolo sono invece attribuibili a Giuseppe Funaro e Crescenzo Gamba: quest'ultimo, autore del trompe-l'œil al centro della volta.